# C'è (Renato Zero)
C'è è un singolo del cantante italiano Renato Zero, pubblicato il 20 novembre 2020 in download digitale e streaming, terzo estratto dell'album Zero Settanta e il primo ad anticipare la pubblicazione del Volume Uno.
Il brano è stato pubblicato sulle piattaforme digitali il 20 novembre 2020, mentre è stato distribuito alle radio una settimana dopo, il 27 novembre, giorno di uscita dell'ultimo volume della trilogia.

## Tracce
Download digitale e streaming
1. C'è – 5:13